# ジェイムズ・パトリック・カーニー
ジェイムズ・パトリック・カーニー（James Patrick Carney, 1914年5月17日 - 1989年7月7日）は、アイルランドのケルト学者。

## 人物
アイルランド中部のリース州ポートリースに生まれ、ダブリンのシングストリートにある初等中等教育機関クリスチャンブラザーズ（CBS シングストリート）校で教育を受けた。1935年、ユニバーシティ・カレッジ・ダブリンを卒業。その後ドイツへ留学、ボン大学でスイス人言語学者・ケルト学者のルドルフ・トゥルナイゼンに師事した。帰国後、カーニーはオズボーン・バーギン、ジェラルド・マーフィ、リチャード・アーヴィン・ベスト、T・F・オラヒリーらのもとでさらに研究を続けた。
1940年、エイモン・デ・ヴァレラがダブリン高等研究所を設立したときに助手として招かれる。翌1941年、同研究所アイルランド語科教授に就任、1985年まで務めた。1950年から2年間、スウェーデンのウプサラ大学客員教授もつとめ、同大学に妻モーラ・モリッシーとともに「ケルト研究学部」を設立。1975年、同学部から名誉博士号を贈られている。
彼は中世アイルランド古写本に記録された文学作品のもつ価値と、同時代のほかの地域の文学との類似性に焦点を絞った研究手法を採用し、批判的アプローチをとった先駆的な研究者とされる。1956年の著書『アイルランドの文学と歴史の研究』で、彼はそれまで何十年ものあいだ支配的だった、「アイルランド神話は土着の伝承を母体とする」という説を「ネイティヴィズム」と呼び、そのようなアプローチを批判した。また1961年の『聖パトリックの問題』では「史的パトリック」に疑問を投げかけ、アイルランドでは伝統的に432年とされていた聖パトリックのアイルランド来島の時期を457年から493年とする独自の仮説も提示している。
妻モーラはロイヤル・アイリッシュ・アカデミーの会員でもあった学者で、1975年に死去した。夫妻の間に生まれた息子ポールは、後にアイルランド高等裁判所判事となっている。

## 主要な編著書
- Topographical Poems by Seán Mór Ó Dubhagáin and Giolla na Naomh Ó hUuidrain（編、1943年）
- Poems on the Butlers of Ormond, Cahir and Dunboyne, AD 1400-1650（編、1945年）
- A Genealogical History of the O'Reillys, from Irish of Eoghan Ó Raghallaigh（編、1950年）
- Studies in Irish Literature and History（1956年）
- The Problem of St Patrick（1961年）
- Early Irish Poetry（1965年）
- Medieval Irish Lyrics（1967年）
- The Irish Bardic Poet（1967年）
- Poems on the O'Reillys（編、1970年）